# Gnophopsodos altissimaria
Gnophopsodos altissimaria är en fjärilsart som beskrevs av Charles Oberthür 1913. Gnophopsodos altissimaria ingår i släktet Gnophopsodos och familjen mätare. Inga underarter finns listade i Catalogue of Life.